# Geldwolven
Geldwolven is een Belgische zwarte komedie misdaadtelevisieserie, geregisseerd door Gijs Polspoel en geproduceerd door het filmproductiebedrijf Caviar. De serie ging op 14 november 2022 in première op Streamz en werd later uitgebracht op VTM GO en Amazon Prime Video.

## Verhaal
De serie volgt Frank De Jong, een toegewijde fraude-expert bij een verzekeringsmaatschappij. Frank is een timide man die altijd de regels volgt totdat zijn vrouw hem verlaat. Hij besluit om samen te werken met oplichter Chris De Wolf en zijn partner Micky. De combinatie van Franks kennis over verzekeringen en de durf van Chris en Micky resulteert in snelle verdiensten. Frank verandert in een 'mastermind' die iedereen te slim af lijkt te zijn.

## Rolverdeling
- Tom Van Dyck – Frank De Jong
- Joren Seldeslachts – Chris De Wolf
- Yannick Jozefzoon – Micky
- Femke Vanhove – Charlotte De Jong
- Monic Hendrickx – Griet Gommers
- Jade Olieberg – Eline Van Put
- Kim Hertogs – Kim
- Koen De Sutter – Rudy
- Marjan De Schutter – Peggy
- Lotte Heijtenis – Nathalie
- Tuur De Weert – Don

## Productie
De serie is geschreven door Kristof Hoefkens, Gijs Polspoel, Maarten Goffin en Hasse Steenssens. Het werd geproduceerd door Caviar en kwam tot stand met steun van Telenet, Prime Video Nederland, de Belgische Tax Shelter en het VAF/Mediafonds.
De opnames vonden plaats in 2019, maar werden vertraagd door de coronapandemie. Naast België werd er ook gefilmd in Spanje. Vanwege budgettaire beperkingen en een strakke planning was het niet mogelijk om alle scènes in Spanje op te nemen. Daarom werden er opnames gemaakt in Brussel, Gent, Herent en Leuven, die vervolgens werden aangepast om op Spaanse locaties te lijken. Scènes die zich afspelen op de luchthaven van Malaga werden opgenomen in het station van Leuven.

## Ontvangst
De serie werd over het algemeen positief ontvangen. Kijkers prezen de humor, het verhaal en de acteerprestaties van Tom Van Dyck. Ondanks enkele kritieken op een simplistisch verhaal, compenseerden de sterke acteerprestaties dit. Ook werd de serie geprezen om zijn blootstelling van maatschappelijke problemen, het snelle tempo en de "snedige dialogen", met parallellen naar Amerikaanse series zoals Breaking Bad.